# Стенурелла меланіст
Чорногузка брунатова (Stenurella melanura Linnaeus, 1758 = Leptura similis Herbst, 1784 = Leptura sutura nigra DeGeer, 1775 = Strangalia melanura (Linnaeus) Mulsant, 1863 = Stenurella sennii Sama, 2002 = Stenurella samai Rapuzzi, 1995 = Stenurella pamphyliae Rapuzzi & Sama, 2009) — вид жуків з родини Скрипунових.

## Поширення
У зоогеографічному відношенні S. melanura приналежна до групи західнопалеарктичних видів, палеарктичного комплексу. Вид широко розповсюджений у Європі, західній частині Росії, на Кавказі та на прилеглих територіях.

## Екологія

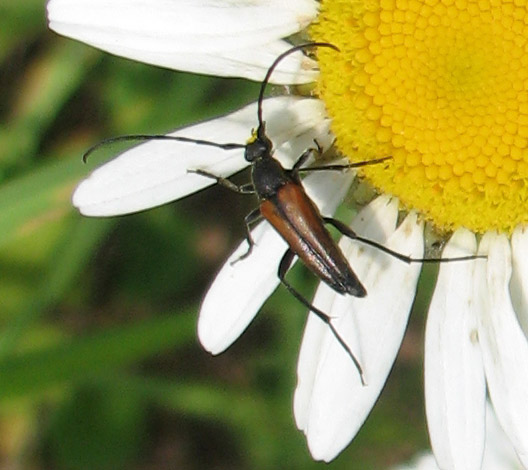
Самець Стенурелли меланіста на квітах Королиці звичайної

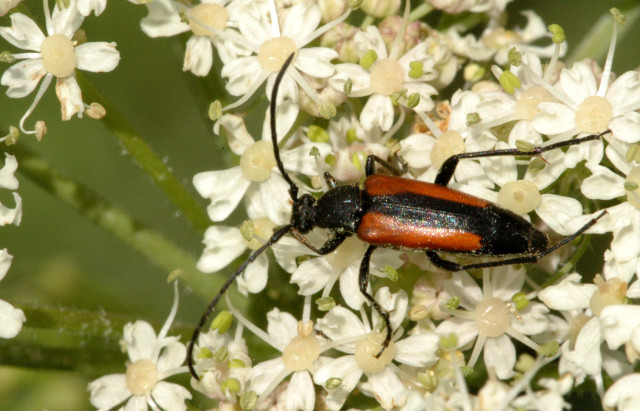
Самка Стенурелли меланіста на квітах Яглиці

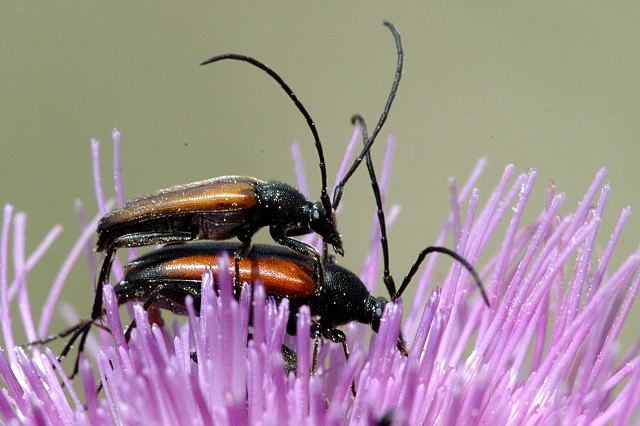
Спарювання у Стенурелли меланіста

В Українських Карпатах S. melanura є звичайним, часом, масовим видом, особливо в передгірних районах, оскільки вид прив'язаний до листяних лісів. Імаго трапляються на квітах арункусу, гадючника, королиці, деревію (Achilea submillefolia L.) та ін.

## Морфологія

### Імаго
S. melanura — вид невеликих розмірів, 6-10 мм. Забарвлення тіла — чорне. Надкрила, у самців, жовто-бурого кольору, а у самок — червоні з чорними вершинами та швом. Ноги чорні. Передньоспинка дзвоноподібна без перетяжки перед основою, а тільки з невеличкими заглибинами з країв. Її передній край облямований.

### Личинка
Личинка відрізняється від личинок близьких родів тим, що гранули дорзальних мозолів черевця — це два поперечно витягнених еліпси, які неперервані на середині. На боках голови розміщено по одному маленькому вічку при основах вусиків. Схожа морфологія личинки характерна і для близьких родів — Leptura, Pedostrangalia, Etorufus та ін.

## Життєвий цикл
Життєвий цикл триває 1-2 роки.